# 성 실베스테르 교황 기사단 훈장

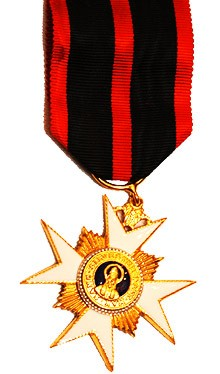
성 실베스테르 교황 기사단 훈장. 가운데에 성 실베스테르 1세 교황의 초상이 있다.

성 실베스테르 교황 기사단 훈장(이탈리아어: Ordine di San Silvestro Papa, 라틴어: Ordo Sanctus Silvestri Papae)은 교황으로부터 수여되는 훈장이다. 가톨릭 교회 및 로마 교황에 공헌한 신도에게 로마 교황청이 수여하는 훈장이다. 수상자에게는 교황기사 작위가(영어: Pontifical Knighthood)부여된다.

## 유니폼
|        |                  |                            |                    |
| Knight | Knight Commander | Knight Commander with Star | Knight Grand Cross |

## 주요 수상자
- 장면 (1951년), 대한민국의 정치인[1]
- 다카타 사부로 (1992년), 일본의 작곡가